# Kateřina Baďurová
Kateřina Baďurová (ur. 18 grudnia 1982 w Ostrawie) – czeska lekkoatletka, specjalistka skoku o tyczce, srebrna medalistka mistrzostw świata.

## Życiorys
Jako dziecko trenowała gimnastykę, którą z powodów zdrowotnych musiała porzucić. Następnie rozpoczęła treningi lekkoatletyczne najpierw jako sprinterka (rekordy życiowe w wieku 16 lat: 7,70 s na 60 m oraz 12,36 s na 100 m), później jako tyczkarka.
Pierwszymi występami Czeszki w zawodach międzynarodowych były światowe igrzyska młodzieży (7. lokata) oraz Mistrzostwa Świata Juniorów Młodszych w Bydgoszczy (1999), które ukończyła na piątym miejscu. Z powodu kontuzji mięśni uda jej kariera uległa zastopowaniu (nie wzięła udziału w Młodzieżowych Mistrzostwach Europy w 2001 r.). Startując dwukrotnie w Mistrzostwach Europy w roku 2002 (hala i otwarty stadion) nie przechodziła kwalifikacji. Ponownie z powodów zdrowotnych zawiesiła swoje starty na sezon 2003. Podczas Igrzysk w Atenach dwunasta (4,30).
14 lutego 2007 ustanowiła rekord Rep. Czeskiej wynikiem 465 cm. 27 czerwca 2007 w Ostrawie poprawiła ten wynik na 4,66. Na zawodach Super Grand Prix w Sztokholmie 7 sierpnia 2007 uzyskała wynik 4,70.
Podczas Mistrzostw świata w lekkiej atletyce w roku 2007 uzyskała srebrny medal wynikiem 4,75. W sumie w 2007 czterokrotnie ustanawiała rekordy Czech. Zdobyła także ostatni w karierze – piąty tytuł mistrzyni Czech.
W styczniu 2008 doznała kolejnej kontuzji, tym razem podczas obozu treningowego na Teneryfie.
Podczas konkursu skoku o tyczce na igrzyskach olimpijskich w Pekinie (2008) Czeszka jako jedna z dwóch zawodniczek (drugą była Amerykanka Erica Bartolina) nie zaliczyła w eliminacjach żadnej wysokości i nie awansowała do finału.
W kwietniu 2010 ogłosiła zakończenie kariery z powodu przewlekłej kontuzji lewego kolana.
Reprezentowała barwy Dukli Praga (po zakończeniu kariery została szefem szkolenia w tym klubie), jej trenerem był Boleslav Patera.
Żona byłego skoczka wzwyż Tomáša Janků.

## Sukcesy
| Mistrzostwa świata | Miasto | Data             | Konkurencja   | Wynik | Miejsce    |
| ------------------ | ------ | ---------------- | ------------- | ----- | ---------- |
| Osaka 2007         | Osaka  | 28 sierpnia 2007 | Skok o tyczce | 4,75  | 2. miejsce |

## Rekordy życiowe
- skok o tyczce – 4,75 (2007) były rekord Czech
- skok o tyczce (hala) – 4,65 (2007) były rekord Czech